# Universitas Mostariensis
Universitas Mostariensis su novine Sveučilišta u Mostaru. Izlaze na hrvatskom jeziku.
Odluku o pokretanju novina donio je Senat Sveučilišta s ciljem informiranja unutarnje i vanjske javnosti "o onome što Sveučilište radi, koje odluke donosi i kako se integrira u društvo". Novine izlaze u suradnji s Večernjim listom BiH. Prvi broj novina izašao je 8. prosinca 2017. godine povodom 40 godina od osnutka mostarskog sveučilišta.